# Acritodon nephophilus
Acritodon nephophilus är en bladmossart som beskrevs av H. Robinson 1964. Acritodon nephophilus ingår i släktet Acritodon och familjen Sematophyllaceae. IUCN kategoriserar arten globalt som akut hotad. Inga underarter finns listade i Catalogue of Life.